# Alcides cydnus
Alcides cydnus är en fjärilsart som beskrevs av Felder 1859. Alcides cydnus ingår i släktet Alcides och familjen Uraniidae. Inga underarter finns listade i Catalogue of Life.